# Val Bever

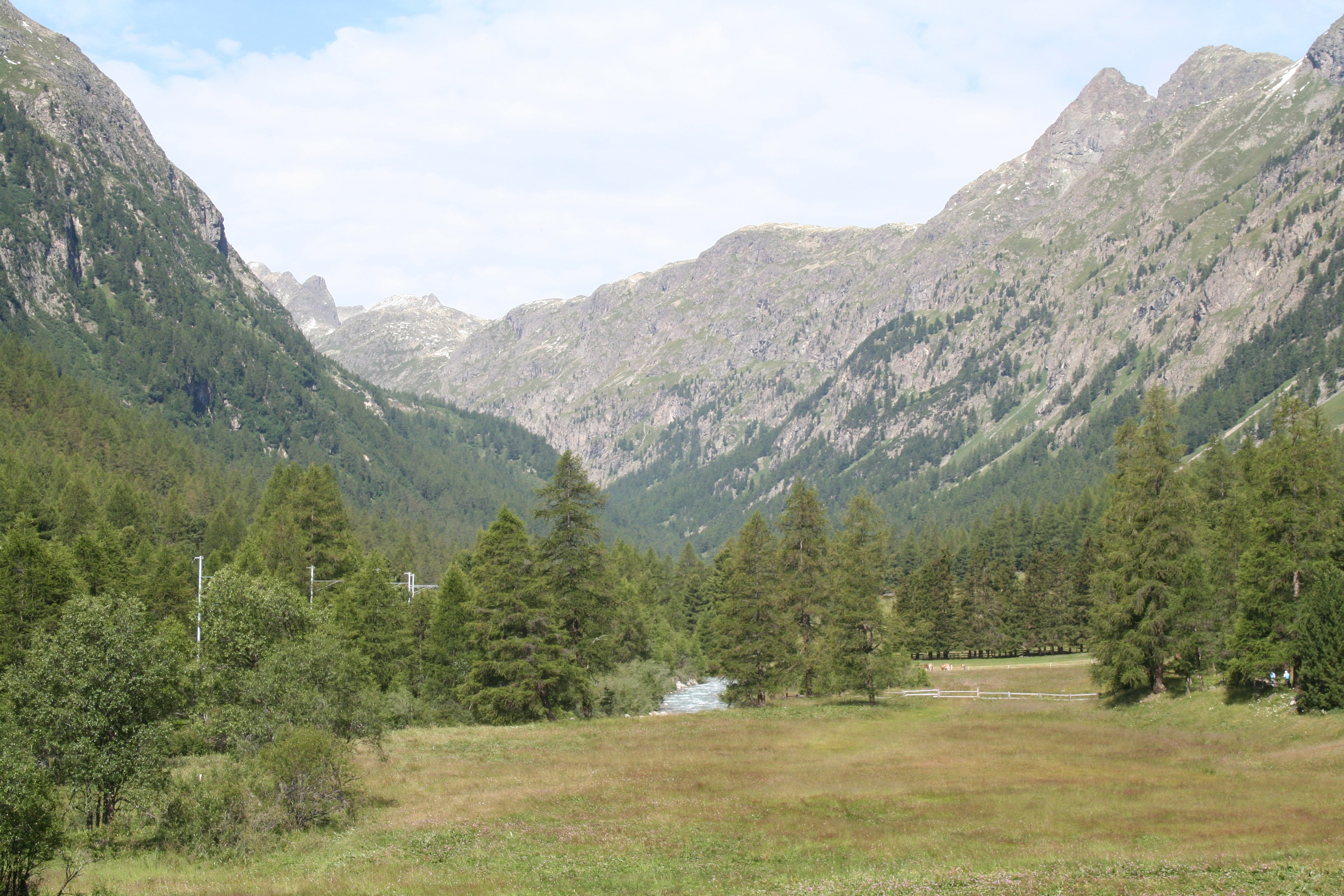
Val Bever

Historisches Luftbild von Werner Friedli (1954)

Das Val Bever ([ˌvalˈbeːvər]ⓘ) ist ein alpines Hoch- und Seitental des Oberengadins im Kanton Graubünden, Schweiz.

## Beschreibung
Das Val Bever beginnt sechs Kilometer nördlich des Julierpasses und einen Kilometer östlich des Piz Picuogl bei der Quelle des Beverin (Fluss). Es erstreckt sich zunächst in nordöstlicher Richtung bis zur Alp Suvretta und weiter bis Spinas, dann in Richtung Ost-Südost weitgehend parallel zur etwa neun Kilometer entfernten, durch eine weitere Bergkette getrennten Südseite des Albulapasses bis zur namensgebenden Ortschaft Bever. Hier vereinigt sich das Val Bever mit dem Engadin. Bei der Alp Suvretta mündet von rechts das Seitental Suvretta da Samedan vom Suvrettapass kommend ins Val Bever.

## Geologie
Das Val Bever liegt in der Err-Bernina-Decke, einer Unterformation der Ostalpinen Decke, die Teil der afrikanischen Platte ist und vor Urzeiten auf den europäischen Kontinent überschoben wurde. Die Err-Decke besteht grösstenteils aus Granit und ist zwischen 300 und 260 Millionen Jahre alt. Seine Form erhielt das Val Bever vom einstigen Talgletscher. Die Eisoberfläche lag damals bei etwa 2800 Metern. An der Crasta Mora ist die Schliffgrenze des Gletschers noch deutlich zu erkennen. Heute ist der Talboden bis zum Wald bei Cuas Gletschermoräne. Spinas und das Siedlungsgebiet von Bever prägen Alluvialböden, d. h. in der geologischen Gegenwart angeschwemmtes Land des Beverin (Fluss).
Auf dem Territorium von Bever gibt es fünf Gletscher: Laviner, Traunter Ovas, Err, Calderas und Agnel. Sie befinden sich alle im hintersten, westlich-südlichen Teil des Tales. Der grösste Gletscher ist der Calderas Gletscher (romanisch: Vadret Calderas). Koordinaten: ♁774000 / 155500. Dieser Gletscher wird seit 1894 jährlich vermessen und gehört zu den Referenzprojekten der Schweizer Gletscherforschung. Auch dieser Gletscher leidet unter massivem Schwund. Kam der Calderas-Gletscher noch 1920 bis an die Chamanna Jenatsch heran, liegt er 2006 mehr als einen halben Kilometer weiter hinten im Tal.

## Historisches
Im letzten Teilstück des Val Bever zwischen Spinas und Bever im Gebiet Curtins wurde 1914 eine Sichel aus der späten Bronzezeit gefunden, welche auf die Zeit um 1300 bis 1000 v. Chr. datiert wird. Unklar bleibt, ob dieser Fund mit einer Besiedelung zu tun hat oder ob der Gegenstand auf der Durchreise verloren ging.
Vor 1510 gehörte ein Drittel des Tales (Spinas bis Bever) einer Zuozer Bürgerin und einem Beverser Bürger. Grundbesitz im hinteren Teil des Tals hatte auch der Bischof von Chur und die Ministerialenfamilie von Planta. Diese tolerierten, dass die Bauern von Bever und anderen Nachbarschaften ihre Tiere auf die dortigen Alpen trieben. 1528 kam das Gebiet zu Peter Travers und Jakob Schukan, welche nicht mehr so kulant waren. Die betroffenen Nachbarschaften unterlagen beim Versuch Travers und Schukan zum Verkauf zu zwingen. Um das verlorene Alpgebiet zu kompensieren, kaufte Samedan in Silvaplana und in der Val Chamüera Gebiete, und Bever plante eine Alp in S-chanf. Dies löste bei Betroffenen keine Freude aus und gab den Anstoss für den längst fälligen Oberengadiner Teilungsvertrag von 1538. Die Val Bever wurde Samedan und Bever gemeinsam zugesprochen, doch schon 1540 gab es Streit wegen der Grenzen. Der Notar und Richter Jachiam Tütschett Bifrun legte die Grenzen fest. Der Streit zwischen Samedan und Bever schwelte trotzdem weiter. 1546 beschlossen die Streithähne das Tal definitiv in den heute unlogisch anmutenden Grenzverlauf zu teilen. So gehört der oberste Teil des Tales bis zur Alp Val und der untere Teil von oberhalb Spinas bis zur Mündung in den Inn der Gemeinde Bever und dazwischen ein etwa 5,5 km langes Teilstück der Gemeinde Samedan.
Ulrich Campell erwähnt in seiner Topographischen Beschreibung von 1573 das Val Bever als Vallbever und hält fest, dass das Tal geeignet ist für das Vieh, da es über Weiden (...) in Fülle verfügt. Von dort schafft man auch viel Heu ins benachbarte Dorf. (...) Dieses Dorf heisst Bewer, wie wenn man auf Lateinisch Biofrontium (das "Zweistirnige") sagen würde.
1910 lehnte die Bürgergemeinde Bever einhellig ein Gesuch der Firma Froté & Cie, Zürich, ab, welche das ganze hintere Val Bever mit einer riesigen Staumauer unter Wasser setzen wollte. Das Wasser des Beverin hätte durch einen Druckstollen ins Albulatal und dort zur Stromgewinnung abgeleitet werden sollen. Die Beverser Bürger nahmen damit erstmals Partei für den Landschaftsschutz.
In einer Umfrage von 1973 bei allen Haushaltungen in Bever sprach sich eine Mehrheit der Befragten für den Landschaftsschutz aus. An erster Stelle wollten sie die Val Bever schützen. Dieses Anliegen wurde in der Ortsplanung von 1975 aufgenommen. Das Besondere am Zonenplan waren die ausgeprägten Landschafts- und Naturschutzzonen u. a. in der Val Bever. 1976 verlieh die Schweizerische Stiftung für Landschaftsschutz und Landschaftspflege der Gemeinde Bever einen Preis für die vorbildliche Ortsplanung wegen der neugeschaffenen grosszügigen Landschaftsschutzzonen, die alle erhaltenswerten Landschaftsteile ausserhalb der Bauzone umfasse und nur die land- und forstwirtschaftliche Nutzung zuliess.
Der die Val Bever durchfliessende Beverin (Fluss) trägt seit dem Sommer 2021 das Label Gewässerperle PLUS, das den Fluss schützen und eine Verbesserung des natürlichen Zustands einleiten soll.

## Fauna
Bären und Wölfe wurden früher in der Val Bever intensiv gejagt. Einmal kam es – gemäss der Überlieferung – sogar zu einem Todesfall. Am 22. April 1639 soll ein Wolf bei der Örtlichkeit Curtins den Beverot Nuott Tünnett Bifrun vor den Augen seines Sohnes Flurin getötet haben. Für 1870 ist eine Bärenjagd in der Val Bever überliefert. Damals soll ein Jäger ein Tier so gross wie ein kleiner Ochse ("ün bouvet") geschossen haben. Die stolzen Jäger gingen dann auf Trophäentour ins Unterland und stellten den Bären im Schützenhaus in Zürich zur Besichtigung aus.
In der Val Bever leben rund 60 Hirsche, 220 Steinböcke, 350 Gämsen und auch Rehe. Auch das Murmeltier lässt sich gut beobachten. Ein Bär hat das Tal vor einigen Jahren durchwandert, und gelegentlich durchstreift auch der Wolf die Gegend. Das Val Bever bietet wegen den zahlreichen Lawinenniedergängen mit viel Fallwild Nahrung für den Steinadler und den Bartgeier. Der Steinadler brütete 1996 erstmals erfolgreich in der Val Bever. Durch das reichhaltige Nahrungsangebot lassen sich immer wieder rivalisierende Begegnungen zwischen Steinadler und Bartgeier beobachten. Neben diesen grossen Greifvögeln wurden in der Val Bever 48 Brutvogelarten in den Lärchenwäldern nachgewiesen, u. a. Mönchsgrasmücke, Heckenbraunelle, Zaunkönig und Fichtenkreuzschnabel. Unterhalb der Alp Suvretta wurden Kotspuren des Fischotters gefunden.
Der die Val Bever durchfliessende Beverin (Fluss) bietet vielen Arten einen Lebensraum, etwa dem Fischotter oder der Wasserspitzmaus. Die Bachforelle lebt in einigen Seitengewässern im unteren Teil des Beverins sowie im alpinen Bachabschnitt. Die geschützten Steinfliegen finden sich im Gewässer.

## Flora
In der Umgebung der Val Bever gibt es 21 Weidenarten, z. B. Lorbeerweiden. Auch viel Erlen (Gattung), z. B. die Grünerle. Diese wachsen an steilen Nordhängen und helfen damit, Rutschungen vorzubeugen. Für Hirsche sind Grünerlenhänge natürliche Wildasyle. In der Val Bever wächst die Deutsche Tamariske auf den Kiesflächen. In grossen Abschnitten des mittleren Talbereichs wachsen weitere geschützte, gewässerbegleitende Pflanzen wie der Moor-Mauerpfeffer (Sedum villosum), das Mierenblättrige Weidenröschen (Epilobium alsinifolium) und Sauergräser. Im hochgelegenen Beverin bilden kleine Schwemmebenen wertvolle Lebensräume. Die wenigen Flachmoore entlang des Bergbaches bereichern die Naturvielfalt, wegen ihrer geringen Grösse sind sie allerdings nicht inventarisiert.

## Tourismus
Das Val Bever wird nur sanft touristisch genutzt für Wanderungen, Bergsteigen, Langlauf und Fahrrad/Bike-Touren. Nebst der Chamanna Jenatsch im hintersten Bereich des Tales existiert in Spinas ein Gasthof mit Übernachtungsmöglichkeit. Oberhalb von Spinas existiert keine Strasse. Die Strasse zwischen Bever und Spinas ist für den Verkehr gesperrt. Spinas verfügt über eine Bedarfshaltestelle an der Albulabahnlinie, die in beide Richtungen je circa zweistündlich bedient wird. Von Bever bis Spinas verkehrt ein Pferdeomnibus. Im Talabschnitt zwischen Spinas und Bever befindet sich ein Märchenweg. Entlang der linken Talseite findet man acht Märchen erzählt und geschrieben von Engadiner Frauen und inszeniert von einheimischen Künstlern.

## Bedeutung
Das Val Bever ist ein kaum besiedeltes und weitgehend unberührtes Hochtal.
Weblinks